# Fluoroiodométhane
Le fluoroiodométhane est un halogénomathane liquide. Il peut être préparé à partir de l'acide iodoacétique.
Son isotopomère, le [18F]fluoroiodométhane est un précurseur synthétique pour la fluorométhylation de composés radiopharmaceutiques.
Il a aussi été proposé de l'utiliser comme mousse anti-incendie de haute performance.